# Wirusowe zapalenie stawów
Wirusowe zapalenie stawów (łac. arthritis viralis, ang. viral arthritis) – choroba wywołana przez wirusy, najczęściej przebiegająca pod postacią zapalenia wielostawowego, zwykle z symetrycznym zajęciem stawów.
Jest chorobą dosyć częstą, pojawia się w 1 do 3 dni od zakażenia wirusowego, przebiega ostro z zaczerwienieniem i obrzękiem, może imitować objawy reumatoidalnego zapalenia stawów.
Wirusowe zapalenie stawów najczęściej występuje w przebiegu zakażenia wirusem różyczki, HBV, HCV, świnki, HIV, Epstein-Barr i parwowirusem B-19.
W przebiegu różyczki objawy zapalenia stawów występują u 9% kobiet i 30% mężczyzn. Pojawiają się od 6 dni przed do 6 dni po wystąpieniu wysypki. Objawy zwykle ustępują w przeciągu 3–11 dni, choć mogą się utrzymywać do roku. Zapalenie w tym wypadku najczęściej dotyczy drobnych stawów rąk, stawów kolanowych, skokowych i łokciowych.
W przebiegu wirusowych zapaleń wątroby objawy występują przez 1–3 tygodnie i ustępują wraz z pojawieniem się żółtaczki.

## Badania dodatkowe
Rozpoznanie stawia się na podstawie obrazu klinicznego i wykazaniu drobnoustroju metodami serologicznymi we krwi lub płynie stawowym. Płyn stawowy w badaniu ogólnym ma charakter zapalny z przewagą komórek jednojądrowych (ang. Synovial Fluid Mononuclear Cell – SFMC) – limfocytów i monocytów.

## Leczenie
Leczenie choroby jest objawowe. Stosuje się niesteroidowe leki przeciwzapalne i zaleca się wypoczynek. Przede wszystkim należy leczyć chorobę podstawową.